# Oldenburg (Nedersaksen)
Oldenburg (officieel: Oldenburg (Oldb) of Oldenburg (Oldenburg)) is een stad in de Duitse deelstaat Nedersaksen. Het was tot en met 2004 de hoofdstad van de regio Weser-Ems. Oldenburg is een kreisfreie Stadt. De stad telt 169.605 inwoners (31 december 2020) op een oppervlakte van 103,09 km². Op 31 december 2020 had 11,29% van de inwoners een niet-Duits staatsburgerschap (19.145 niet-Duitsers) en hadden 330 inwoners het Nederlandse staatsburgerschap.  

## Geschiedenis

### Tijdlijn
- 1108: oudst bekende vermelding van "Aldenburg".
- 1345: Oldenburg krijgt stadsrechten.
- 1448: Graaf Christiaan van Oldenburg wordt koning van Denemarken.
- Eerste helft 16e eeuw: De Reformatie. De stad wordt evangelisch-luthers. Tot op de huidige dag is ca. 3/4 van de christenen in de stad protestants.
- 1603: Begin van de regeerperiode van Graf Anthon Günthers die door slim manoeuvreren de stad buiten de Dertigjarige Oorlog weet te houden.
- In het rampjaar 1667 sterft Graf Anthon Günthers, komt de stad onder Deense heerschappij en breekt de pest uit.
- In 1676 wordt de stad door een brand grotendeels verwoest.
- In 1773 vervalt het graafschap Oldenburg aan het huis Holstein-Gottorp, waardoor het gebied van graafschap tot hertogdom wordt.
- In 1785 komt hertog Peter Frederik Lodewijk aan de macht en begint de stad Oldenburg in neo-klassieke stijl om te bouwen.
- In 1786 wordt in Oldenburg de eerste spaarbank ter wereld opgericht.
- In 1815 wordt de stad een prinsdom.
- In 1819 wordt de stad Oldenburg hoofdstad van de vrijstaat Oldenburg.
- Tussen 1933-1945 is Oldenburg "Gau"-hoofdstad van de regio Weser-Ems.
- In 1945 groeit de stad enorm door de opname van 45.000 vluchtelingen
- 1946: de stad en het gebied Oldenburg gaan op in de deelstaat Nedersaksen.
- 1973: oprichting van de universiteit.

## Ligging
Oldenburg ligt 110 km ten oosten van de stad Groningen, 50 km ten zuiden van Wilhelmshaven, 100 km ten noorden van Osnabrück en 45 km ten westen van Bremen.

## Economisch en politiek belang van de stad
Oldenburg was tot 1946 de hoofdstad van achtereenvolgens het graafschap, het hertogdom-, groothertogdom- en de vrijstaat Oldenburg. Ook nu is het nog een belangrijk bestuurscentrum voor de regio en heeft daardoor veel ambtenaren binnen zijn gemeentegrenzen. De publieke dienstensector, de detail- en groothandel, het bank- en verzekeringswezen en de gezondheidszorg zijn de belangrijkste groepen werkgevers in de stad.
De stad is zetel van een van de drie Oberlandesgerichten van Nedersaksen. Daarnaast is in de stad een Landgericht en een Amtsgericht gevestigd.
Verder is er de in 1973 opgerichte Carl von Ossietzky universiteit met 11.000 studenten (2003).

## Cultuur
Oldenburg heeft een centrumfunctie voor de regio, waardoor het een redelijk aantal culturele instellingen heeft:

### Bezienswaardigheden

#### Kerken
- Sint Petruskerk
- Lambertikirche, evangelisch-lutherse bisschoppelijke kerk, herbouwd in 1795 op de plaats van een eerder kerkgebouw; gerenoveerd in 1887 en 2009; opvallend interieur, deels nog uit 1795 (classicisme), deels 21e-eeuws

#### Musea

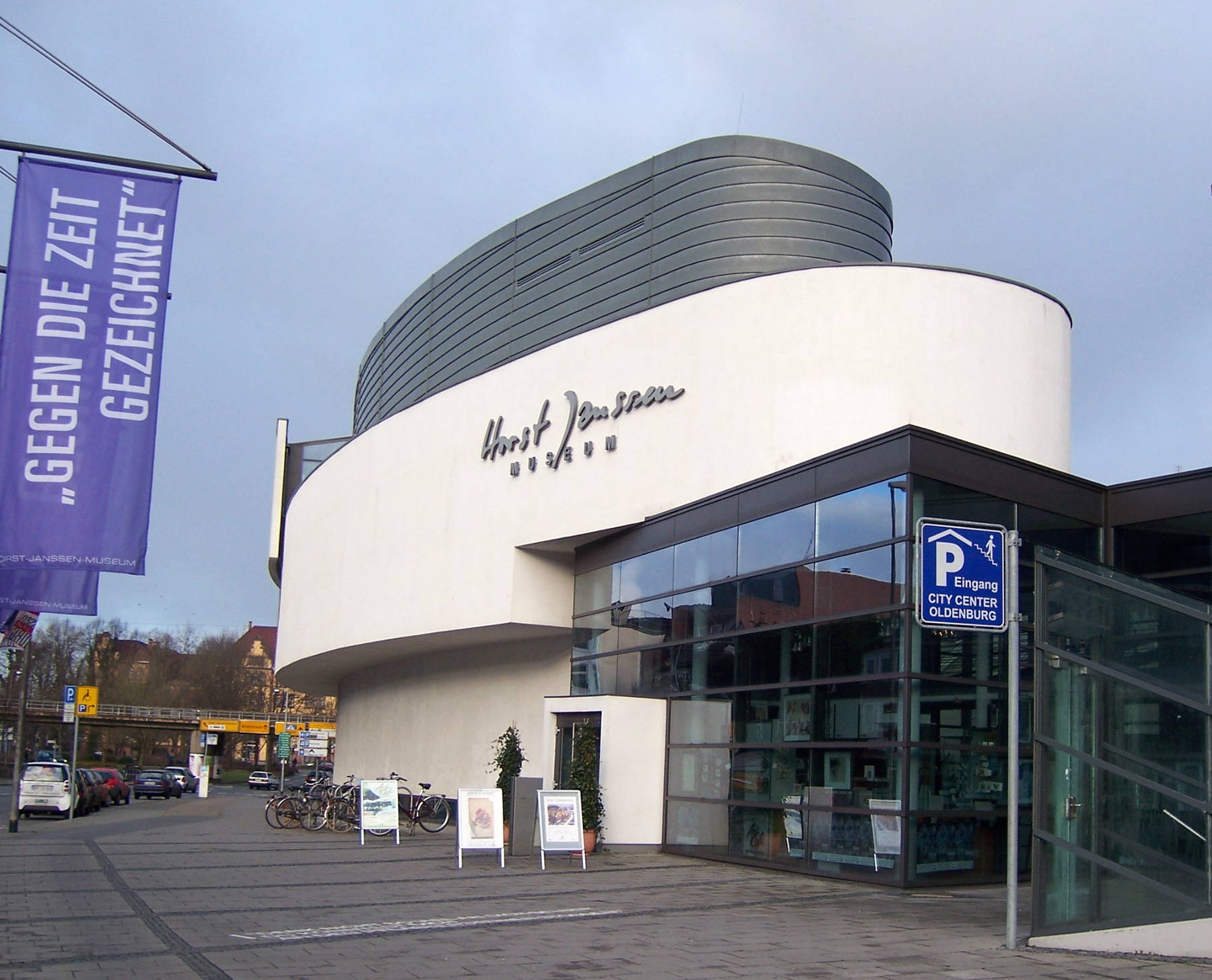
Het Horst-Janssen-Museum

- Het belangrijkste museum van de stad is het Landesmuseum für Kunst und Kulturgeschichte, dat is gevestigd in drie gebouwen:
  - In het 17e-eeuwse kasteel Schloss Oldenburg is een collectie standbeelden en kunsthistorische en design-objecten te zien; tevens zijn enkele stijlkamers ingericht. Hier is, in ieder geval voor 1835, ook de Idyllenkamer ingericht. Schilder Johann Heinrich Wilhelm Tischbein maakte in samenwerking met de grote dichter Johann Wolfgang von Goethe 43 kleine, vierkante schilderijen, waar Goethe bijbehorende gedichten bij creëerde. Dit deel van het museum bezit ook een bibliotheek met o.a. middeleeuwse handschriften.
  - In het in 1867 speciaal als museum gebouwde Augusteum is een bescheiden collectie schilderijen en andere kunstobjecten uit de 16e t/m de vroege 19e eeuw ondergebracht, met werk van o.a. Gerret Willemsz. Heda, Ludolf Bakhuizen en Francesco de' Rossi; het trappenhuis van het Augusteum is, naar de smaak van die tijd, door de plaatselijke schilder Christian Griepenkerl voorzien van enorme plafond- en muurschilderingen, die taferelen uit de Griekse mythologie voorstellen.
  - In het Prinzenpalais is een collectie kunst uit de periode van ca. 1850-2000 te zien met o.a. werk van Paula Modersohn-Becker, Max Liebermann, Emil Nolde, Otto Mueller en Ernst Wilhelm Nay.
- Landesmuseum Natur und Mensch, met belangrijke collecties op het gebied van geologie, archeologie en etnologie, en een grote, 19e-eeuwse collectie opgezette dieren; veel vondsten uit de Noordwest-Duitse veengebieden en grafgiften uit hunebedden etc. van de Trechterbekercultuur worden hier bewaard.
- Stadtmuseum, geschiedenis van de stad en haar omgeving, met een collectie werken van en items over Bernhard Winter[4] (1871-1964).
- Het Horst-Janssen-Museum voor moderne kunst
- Edith-Ruß-Haus für Medienkunst
- Computermuseum Oldenburg

#### Overige monumentale gebouwen
- Pulverturm (kruittoren), het enig overgebleven deel van de middeleeuwse stadsommuring
- De klokkentoren Lappan

#### Theaters

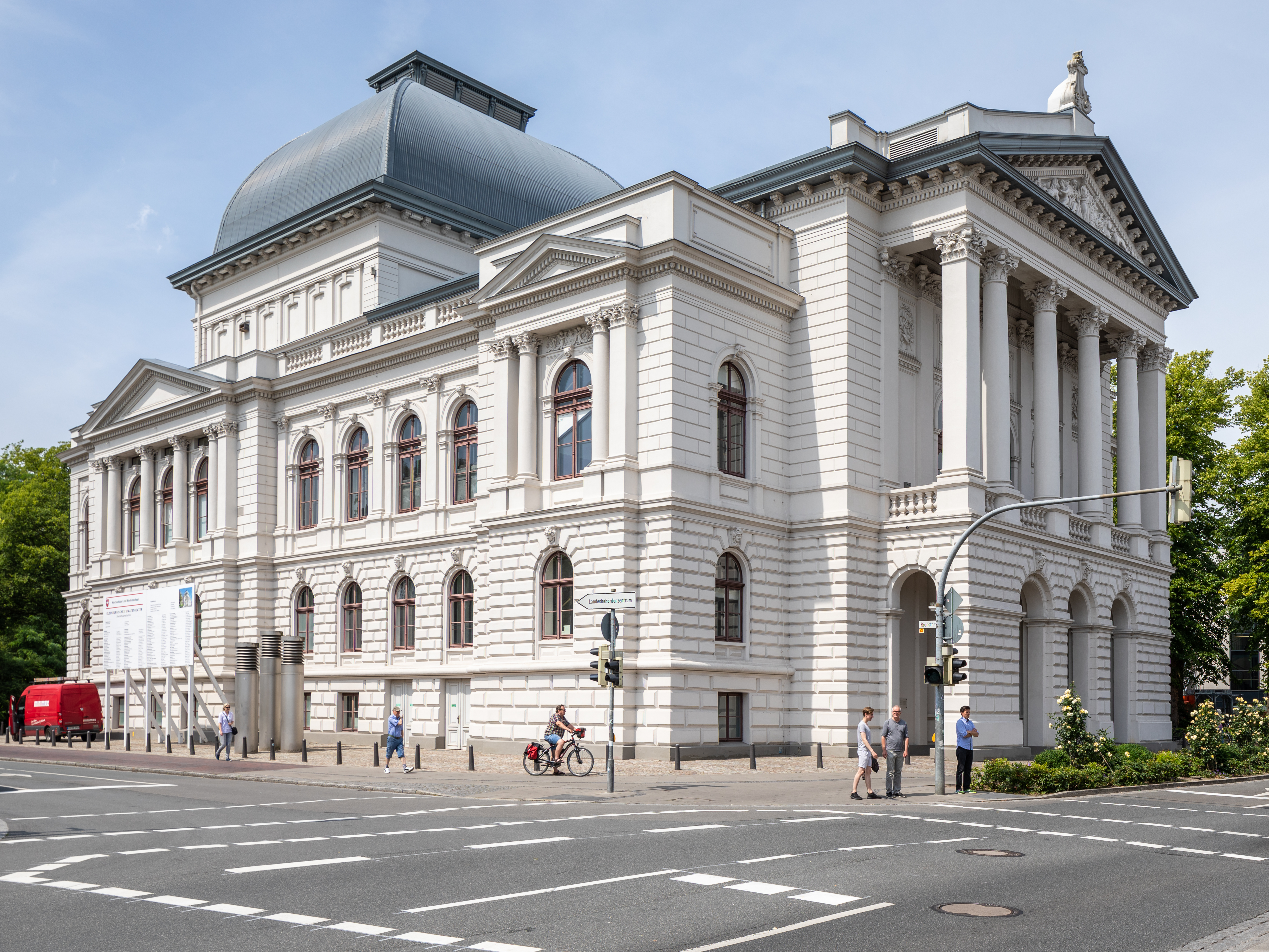
Het Staatstheater

- Het Staatstheater (1833), met diverse zalen, waarvan de grootste ca. 500 plaatsen heeft bij opera's en operettes en 575 bij klassieke concerten
- Kulturetage (cabaret, lezingen, modern toneel, concerten)
- Theater Laboratorium (vooral eigentijds poppentheater e.d.)
- Theater hof/19
- Theater Wrede/Fabrik Rosenstraße
- August-Hinrichs-Bühne, achter het Staatstheater, speciaal voor stukken in Nederduitse dialecten

### Sport
Oldenburg heeft diverse sportclubs:
- EWE Baskets Oldenburg - basketbal
- VfB Oldenburg - meerdere sporten
- VfL Oldenburg - hoofdzakelijk voetbal

De voetballers van VfB Oldenburg en VfL Oldenburg speelden voor 1928 enige tijd in de toenmalige hoogste divisie, na de Tweede Wereldoorlog speele VfB nog zeven seizoenen in de Oberliga Nord. Na de invoering van de Bundesliga speelde de club niet meer op het hoogste niveau. Na nog een aantal seizoenen in de tweede klasse was de club vanaf 1974 voornamelijk in de derde klasse actief. In 2000 degradeerde de club voor het eerst naar de vierde klasse en later zelfs naar de vijfde klasse. Sinds 2012 is de club actief in de Regionalliga Nord. VfL is minder succesvol en speelde in 1974 voor de laatste keer in de derde klasse.

## Verkeer en vervoer

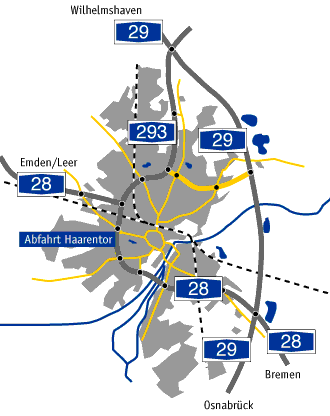
De Autobahnen rondom de stad

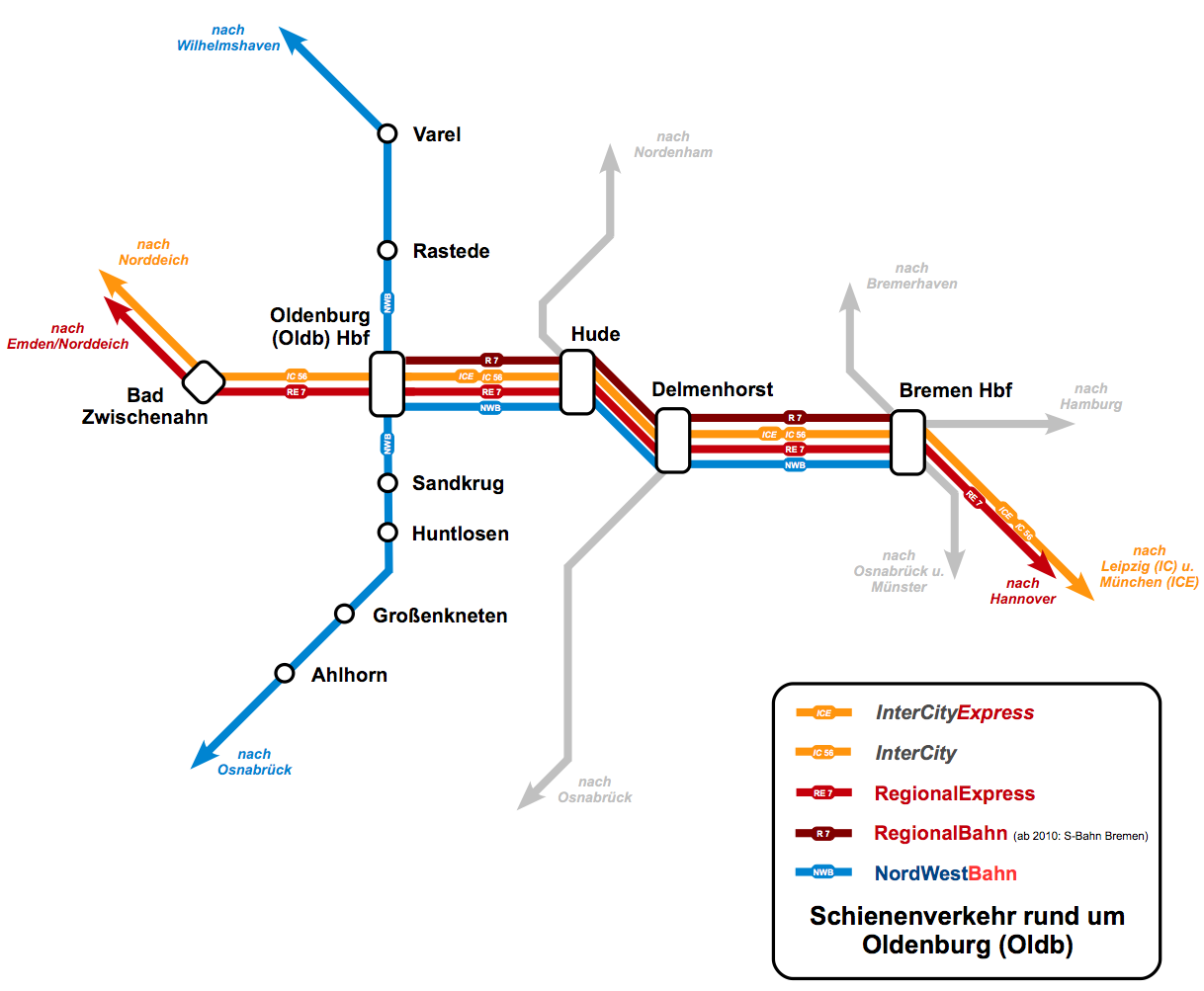
Spoorlijnen voor reizigersvervoer rondom Oldenburg

De stad is omringd door Autobahnen, vanwaar men de stad uit alle richtingen kan bereiken; met name de A 29, de A 28 en de A 293.
Een verbinding met de Noordzee via de rivieren Hunte en Wezer hebben een belangrijke binnenhaven mogelijk gemaakt.
De stad heeft treinverbindingen met Oost-Friesland en Bremen, zie bovenstaande kaart en Oldenburg Hauptbahnhof.
Oldenburg heeft stads- en streekbussen in alle richtingen, waaronder enige snelbusdiensten.
Oldenburg heeft verder de reputatie een fietsstad te zijn. Het fietsen wordt met allerlei maatregelen en faciliteiten, waaronder fietspaden en grote stallingen, actief door de gemeente bevorderd.

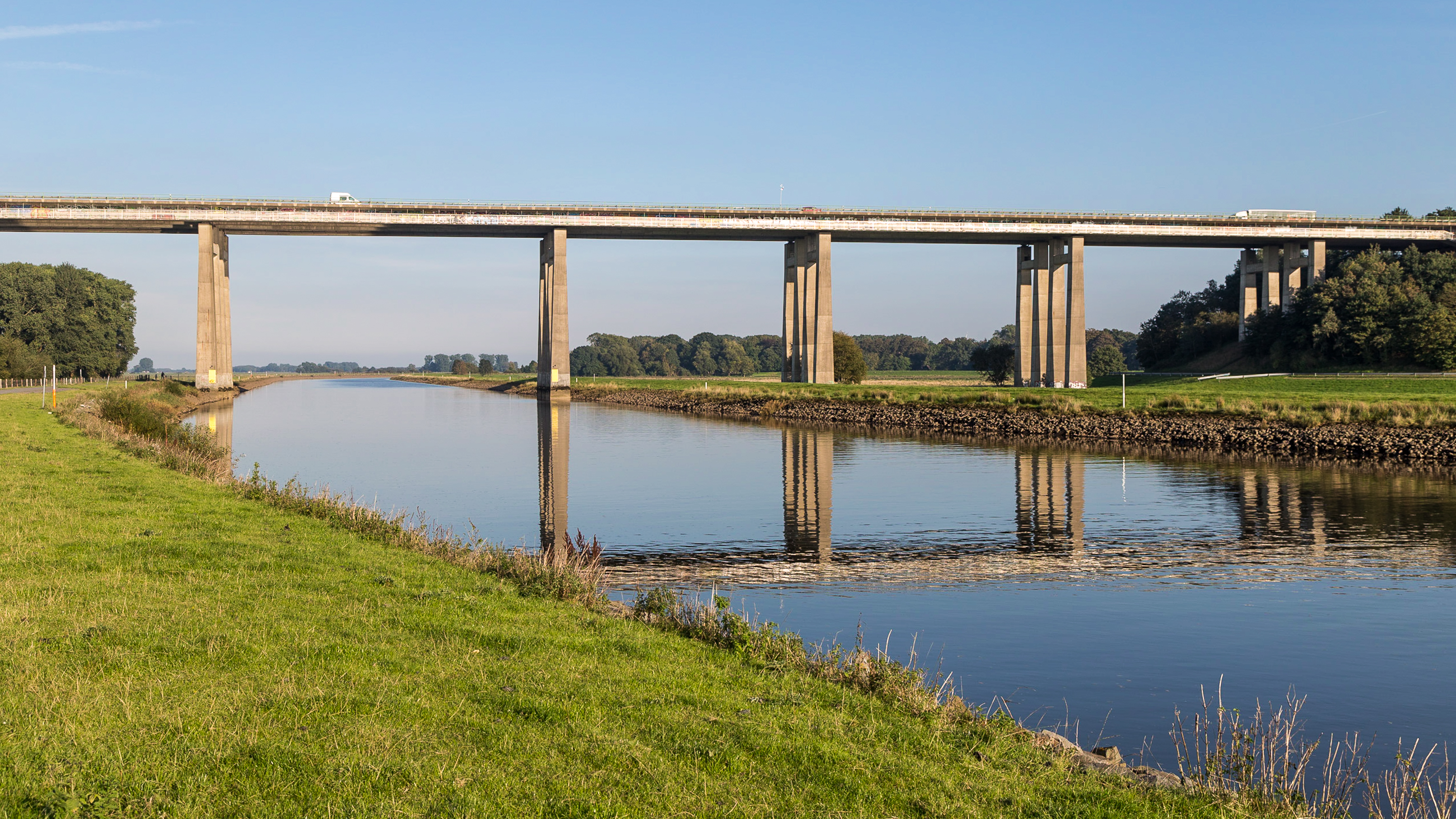
Brug in de A 29 over de Hunte
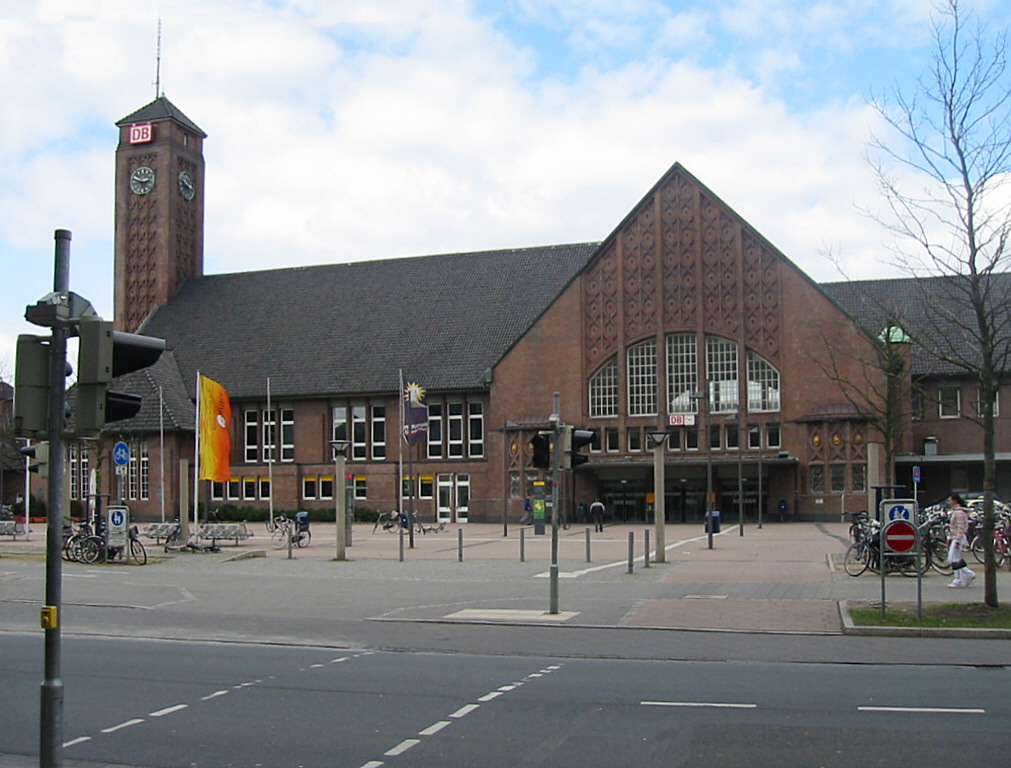
Centraal station (Oldenburg Hauptbahnhof)
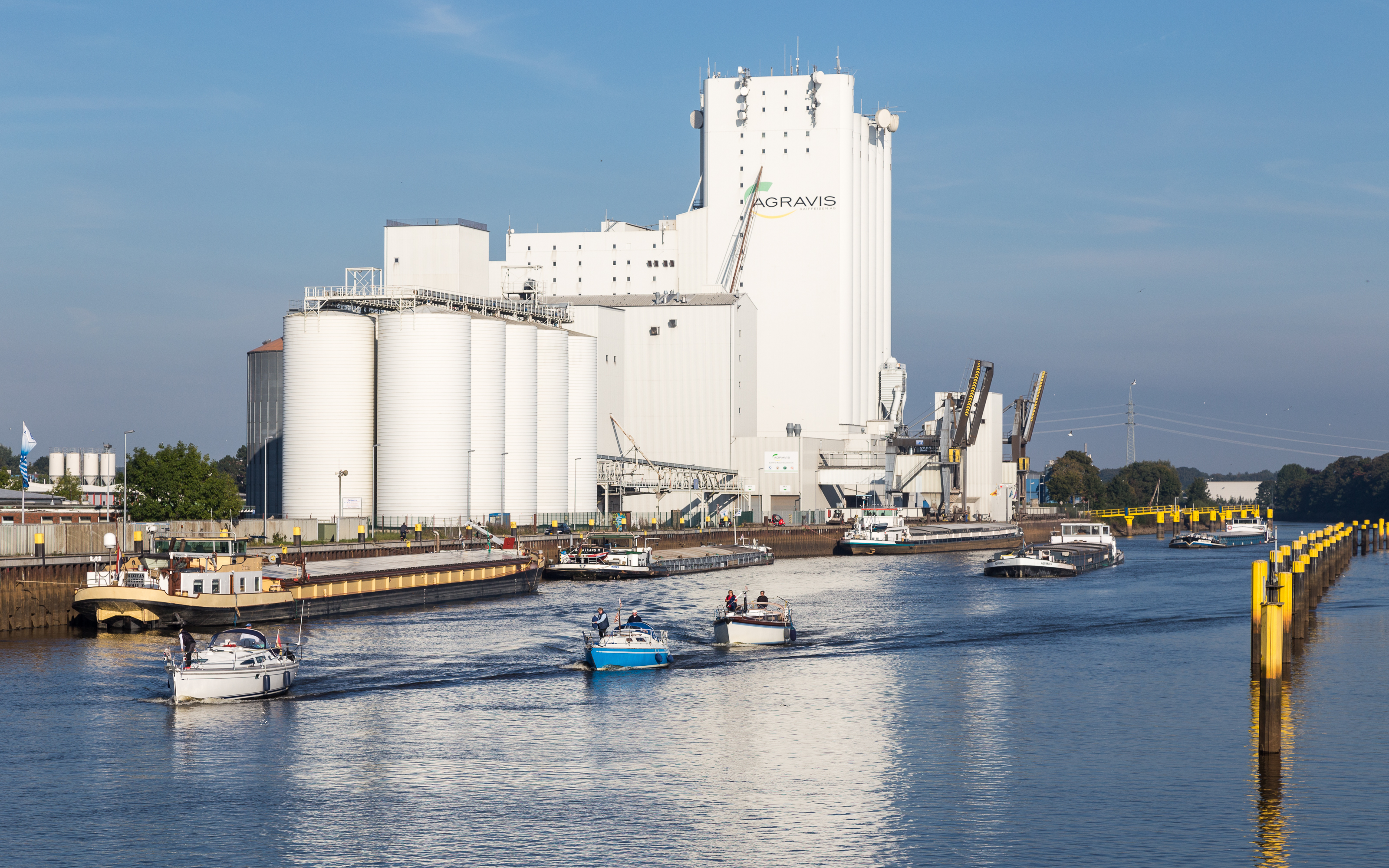
Noordhaven Oldenburg

## Bevolkingsontwikkeling
| Datum      |               | Inwoners |        | Buitenlanders | Buitenlanders | Buitenlanders | Buitenlanders |
| Datum      | Totaal        | Inwoners | %      |               | Nederlanders  |               |               |
| ---------- | ------------- | -------- | ------ | ------------- | ------------- | ------------- | ------------- |
| 31.12.2022 |               | 172.830  |        |               |               |               |               |
| 31.12.2021 | 170.389       | 19.760   | 11,6%  | 325           |               |               |               |
| 31.12.2020 | 169.605       | 19.145   | 11,29% | 330           |               |               |               |
| 31.12.2019 | 169.077       | 18.285   | 10,81% | 335           |               |               |               |
| 31.12.2018 | 168.210       | 17.365   | 10,32% | 340           |               |               |               |
| 31.12.2017 | 167.081       | 16.595   | 9,93%  | 320           |               |               |               |
| 31.12.2016 | 165.711       | 15.440   | 9,32%  | 300           |               |               |               |
| 31.12.2015 | 163.830       | 13.579   | 8,29%  | 306           |               |               |               |
| 31.12.2014 | 160.907       | 11.523   | 7,16%  | 289           |               |               |               |
| 31.12.2013 | 159.610       | 10.778   | 6,75%  | 269           |               |               |               |
| 31.12.2012 | 158.658       | 10.068   | 6,35%  | 255           |               |               |               |
| 31.12.2011 | 157.706       | 9.409    | 5,97%  | 244           |               |               |               |
| 31.12.2010 | 162.173       | 9.497    | 5,86%  | 244           |               |               |               |
| 31.12.2009 | 161.334       | 9.376    | 5,81%  | 242           |               |               |               |
| 31.12.2008 | 160.279       | 9.419    | 5,88%  | 249           |               |               |               |
| 31.12.2007 | 159.563       | 9.786    | 6,13%  | 244           |               |               |               |
| 31.12.2006 | 159.060       | 9.767    | 6,14%  | 253           |               |               |               |
| 31.12.2005 | 158.565       | 9.884    | 6,23%  | 242           |               |               |               |
| 31.12.2004 | 158.394       | 8.868    | 5,6%   | 244           |               |               |               |
| 31.12.2003 | 158.340       | 9.329    | 5,89%  | 245           |               |               |               |
| 31.12.2002 | 157.437       | 9.632    | 6,12%  | 239           |               |               |               |
| 31.12.2001 | 155.908       | 9.525    | 6,11%  | 255           |               |               |               |
| 31.12.2000 | 154.832       | 9.046    | 5,84%  | 249           |               |               |               |
| 31.12.1999 | 154.125       | 8.914    | 5,78%  | 258           |               |               |               |
| 31.12.1998 | 154.325       | 9.043    | 5,86%  | 270           |               |               |               |
| 31.12.1997 | 153.531       | 9.366    | 6,1%   | 280           |               |               |               |
| 31.12.1996 | 152.846       | 8.780    | 5,74%  | 282           |               |               |               |
| 31.12.1995 | 151.382       | 8.373    | 5,53%  | 280           |               |               |               |
| 31.12.1994 | 149.691       | 7.574    | 5,06%  | 273           |               |               |               |
| 31.12.1993 | 147.701       | 7.836    | 5,31%  | 271           |               |               |               |
| 31.12.1992 | 146.816       | 11.014   | 7,5%   | 271           |               |               |               |
| 31.12.1991 | 145.161       | 7.121    | 4,91%  | 255           |               |               |               |
| 31.12.1990 | 143.131       | 5.740    | 4,01%  | 255           |               |               |               |
| 31.12.1989 | 142.233       |          |        |               |               |               |               |
| 31.12.1988 | 140.785       |          |        |               |               |               |               |
| 31.12.1987 | 140.352       | 5.159    | 3,68%  |               |               |               |               |
| 31.12.1986 | 139.256       | 5.000    | 3,59%  |               |               |               |               |
| 31.12.1985 | 138.773       | 4.734    | 3,41%  |               |               |               |               |
| 31.12.1984 | 138.469       | 4.531    | 3,27%  |               |               |               |               |
| 31.12.1983 | 138.972       | 4.748    | 3,42%  |               |               |               |               |
| 31.12.1982 | 138.345       | 4.866    | 3,52%  |               |               |               |               |
| 31.12.1981 | 137.832       | 4.845    | 3,52%  |               |               |               |               |
| 31.12.1980 | 136.764       | 4.640    | 3,39%  |               |               |               |               |
| 31.12.1979 | 136.155       | 4.063    | 2,98%  |               |               |               |               |
| 31.12.1978 | 135.501       | 3.672    | 2,71%  |               |               |               |               |
| 31.12.1977 | 134.832       |          |        |               |               |               |               |
| 31.12.1976 | 134.611       |          |        |               |               |               |               |
| 31.12.1975 | 134.706       |          |        |               |               |               |               |
| 31.12.1974 | 134.280       |          |        |               |               |               |               |
| 31.12.1973 | 134.168       |          |        |               |               |               |               |
| 31.12.1972 | 133.328       |          |        |               |               |               |               |
| 31.12.1971 | 132.117       |          |        |               |               |               |               |
| 31.12.1970 | 131.545       |          |        |               |               |               |               |
| 31.12.1969 | 131.434       |          |        |               |               |               |               |
| 31.12.1968 | 131.197       |          |        |               |               |               |               |
| Datum      |               | Inwoners |        | Totaal        | %             |               | Nederlanders  |
| Datum      | Buitenlanders | Inwoners |        |               |               |               |               |

1. 1 2  Vanwege geheimhoudingsredenen (§ 16 Bundesstatistikgesetz) worden de statistieken van buitenlanders vanaf 2016 alleen nog maar afgerond weergegeven (veelvoud van vijf).

## Stedenband
- Groningen (Nederland)
- Cholet (Frankrijk)
- Taastrup (Denemarken)
- Kingston upon Thames (Engeland)
- Machatsjkala (Rusland)
- District Mateh Asher (Israël)

## Bekende personen uit Oldenburg
- Johann Friedrich Herbart (1776-1841), filosoof, psycholoog en pedagoog
- Karl Jaspers (1883-1969), psychiater en filosoof
- Ulrike Meinhof (1934-1976), journaliste en terroriste
- Hans-Jörg Butt (1974), voetballer
- Elisa Senß (1997), voetbalster

## Galerij

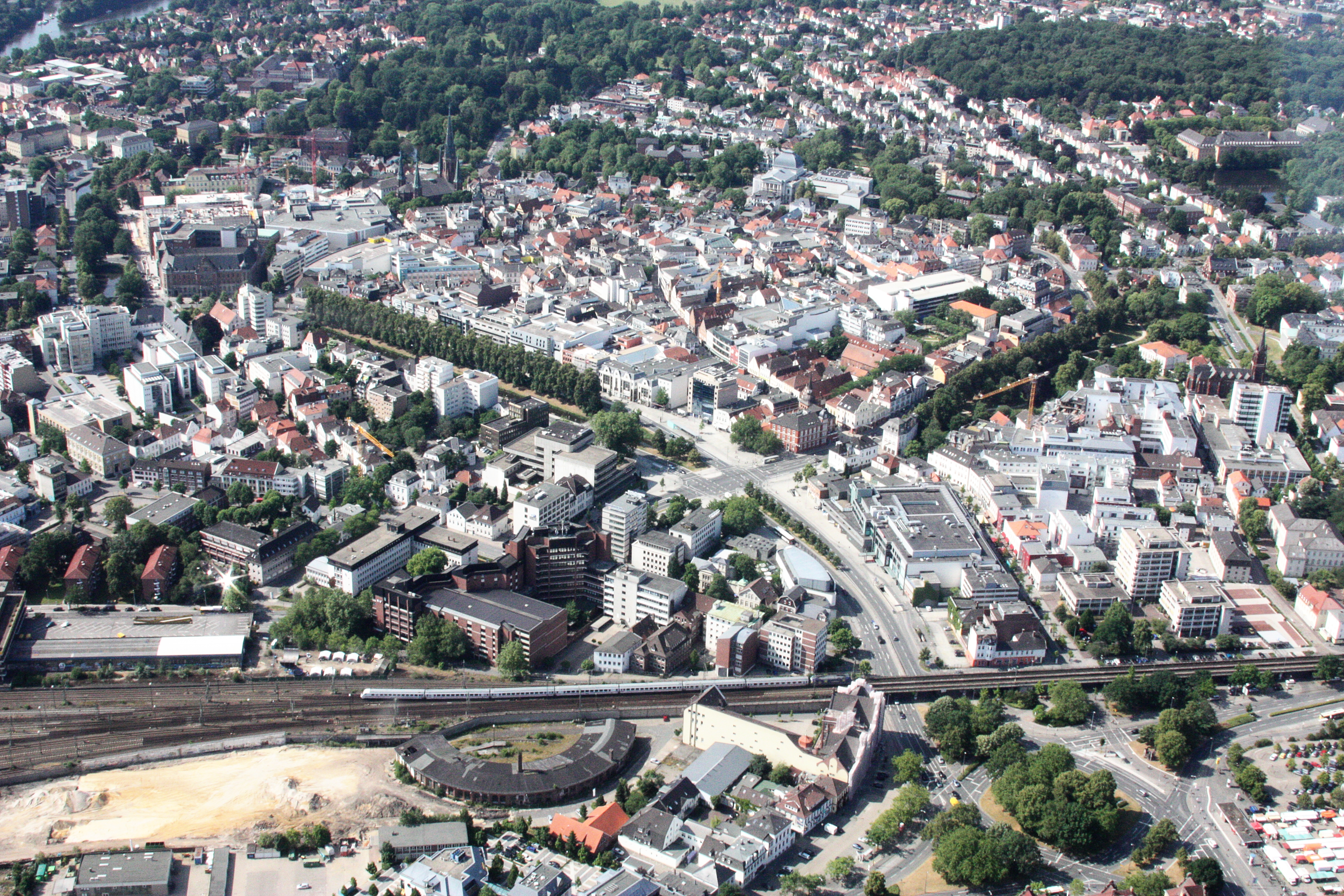
Centrum van Oldenburg vanuit de lucht
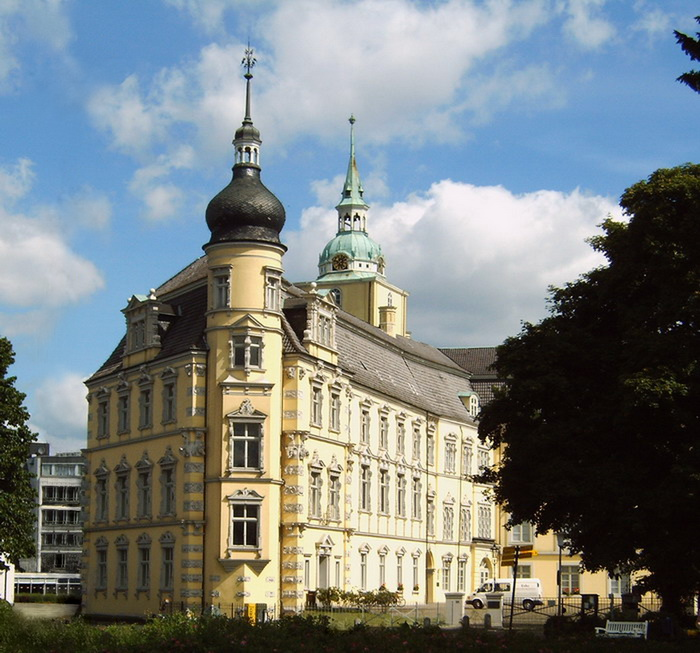
Het kasteel van Oldenburg
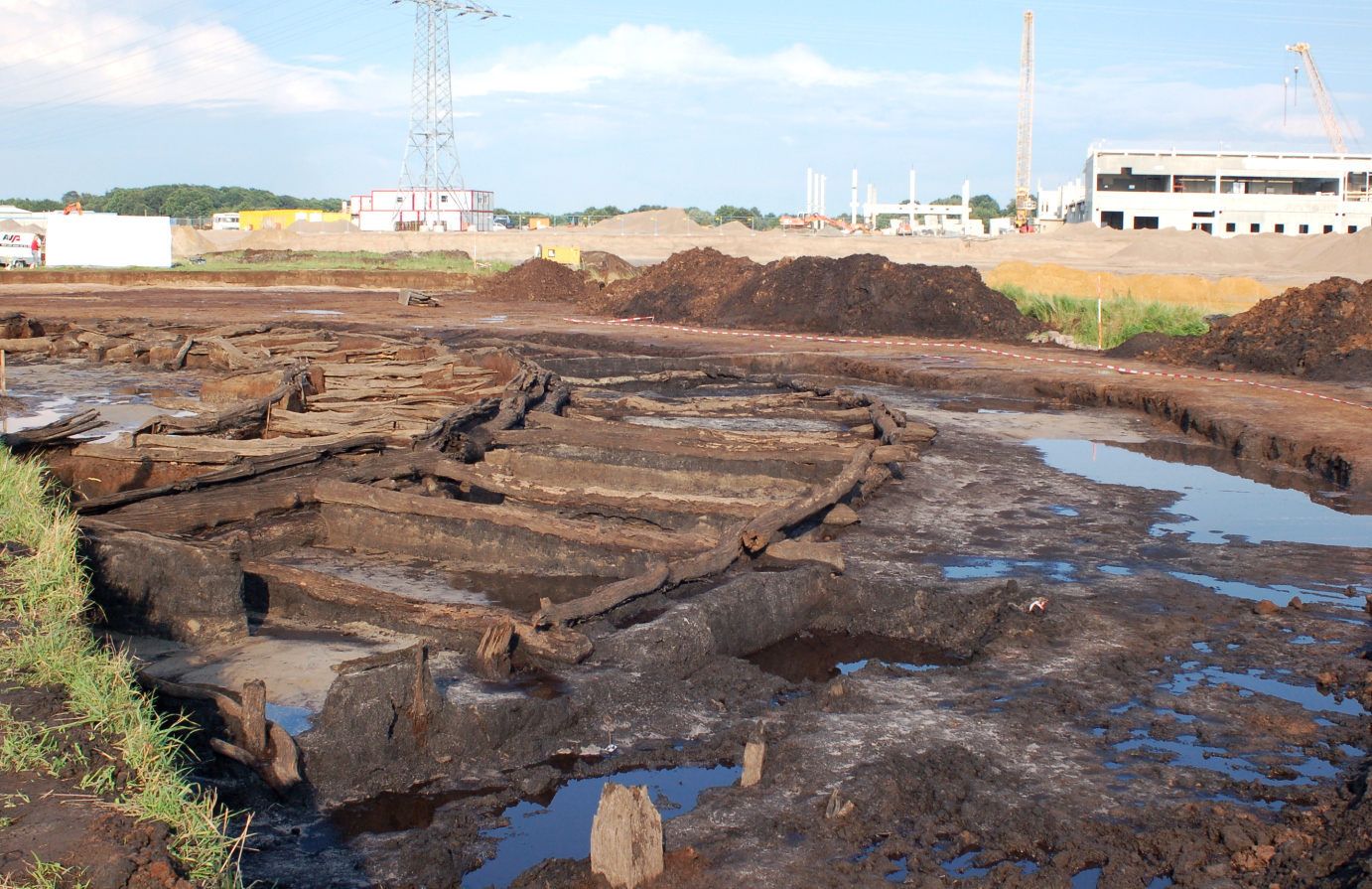
Opgravingen van de Heidenwall, een uit omstreeks 1032-1042 daterende ringburcht nabij de stad
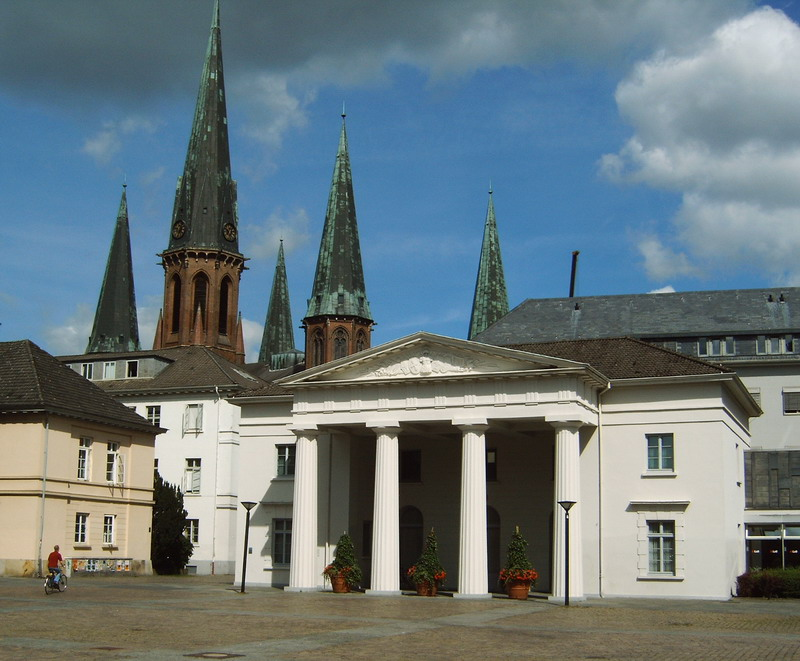
Schlosswache en de Lambertikirche
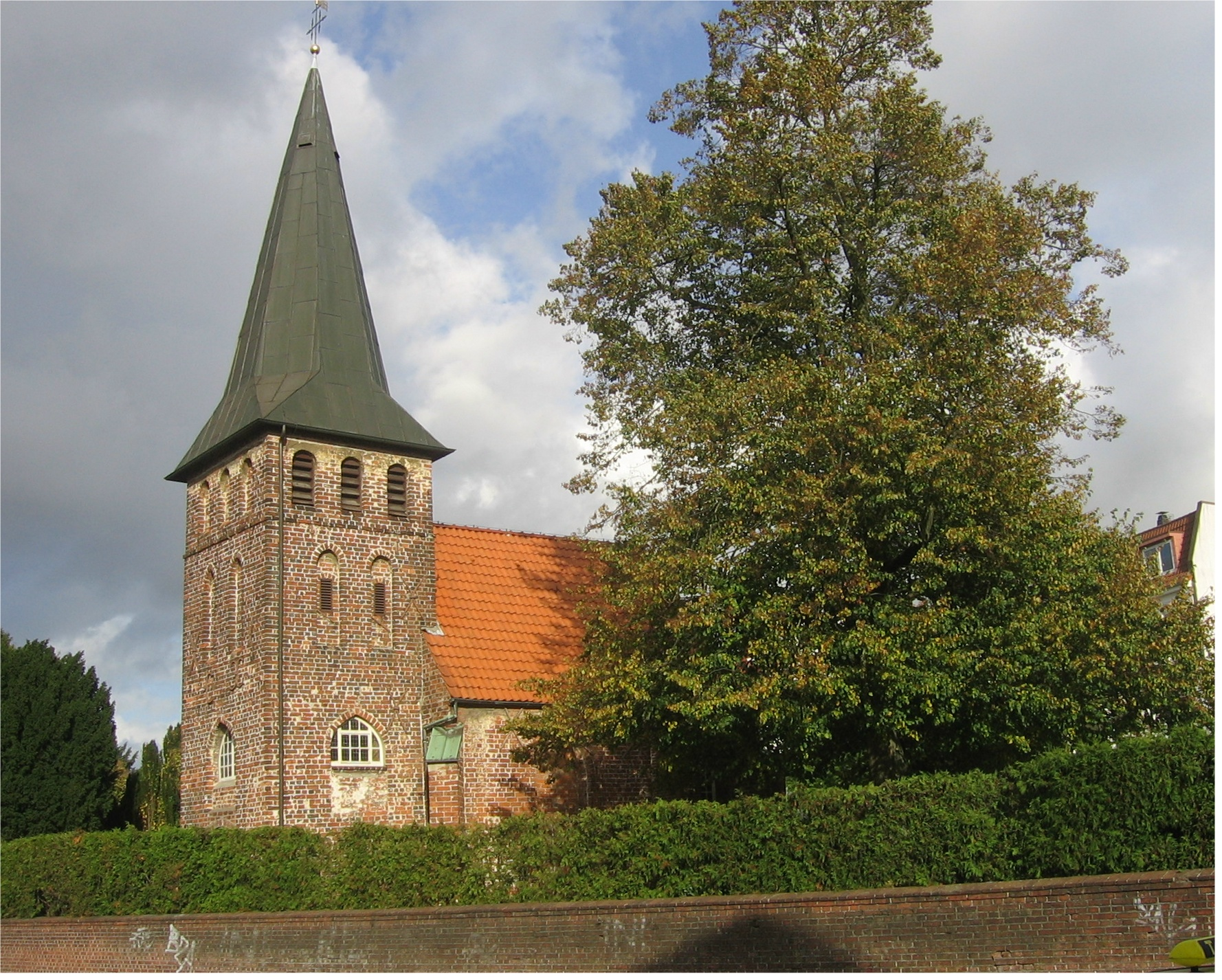
Gertrudenkapelle, gotisch kerkje uit de 14e eeuw
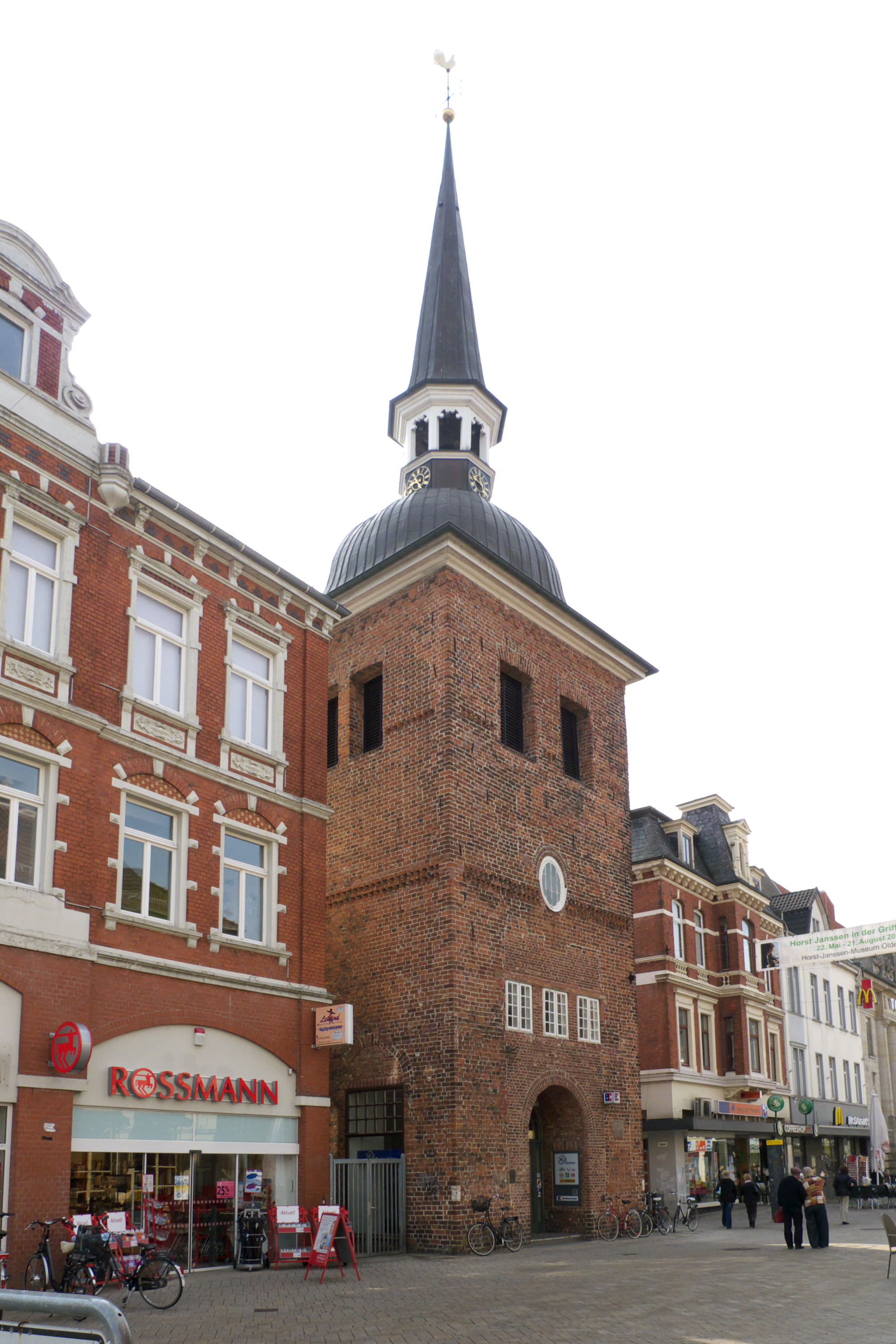
De Lappan, klokkentoren uit 1467
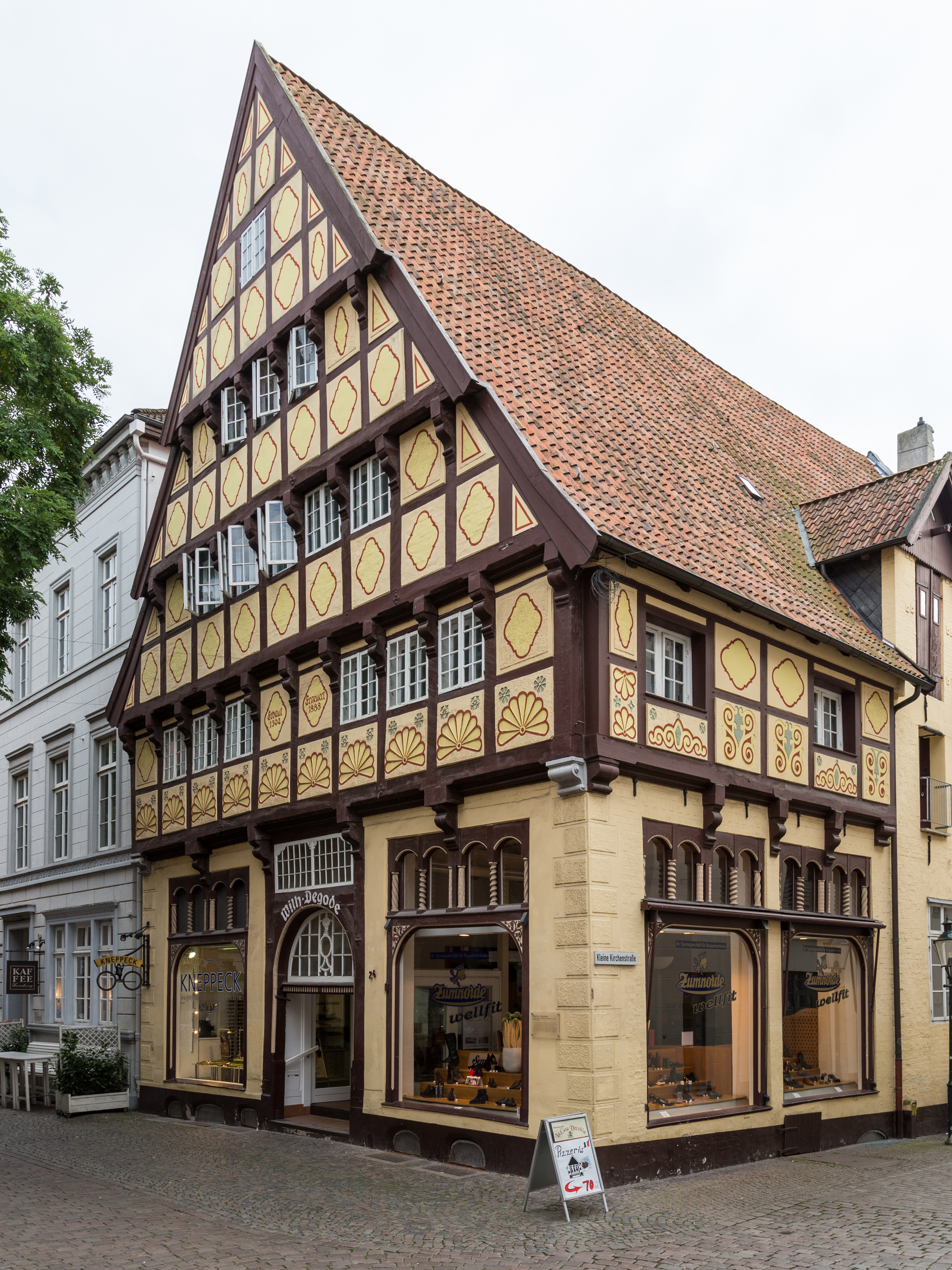
Het Degodehaus, een van de weinige huizen, die de stadsbrand van 1676 doorstonden
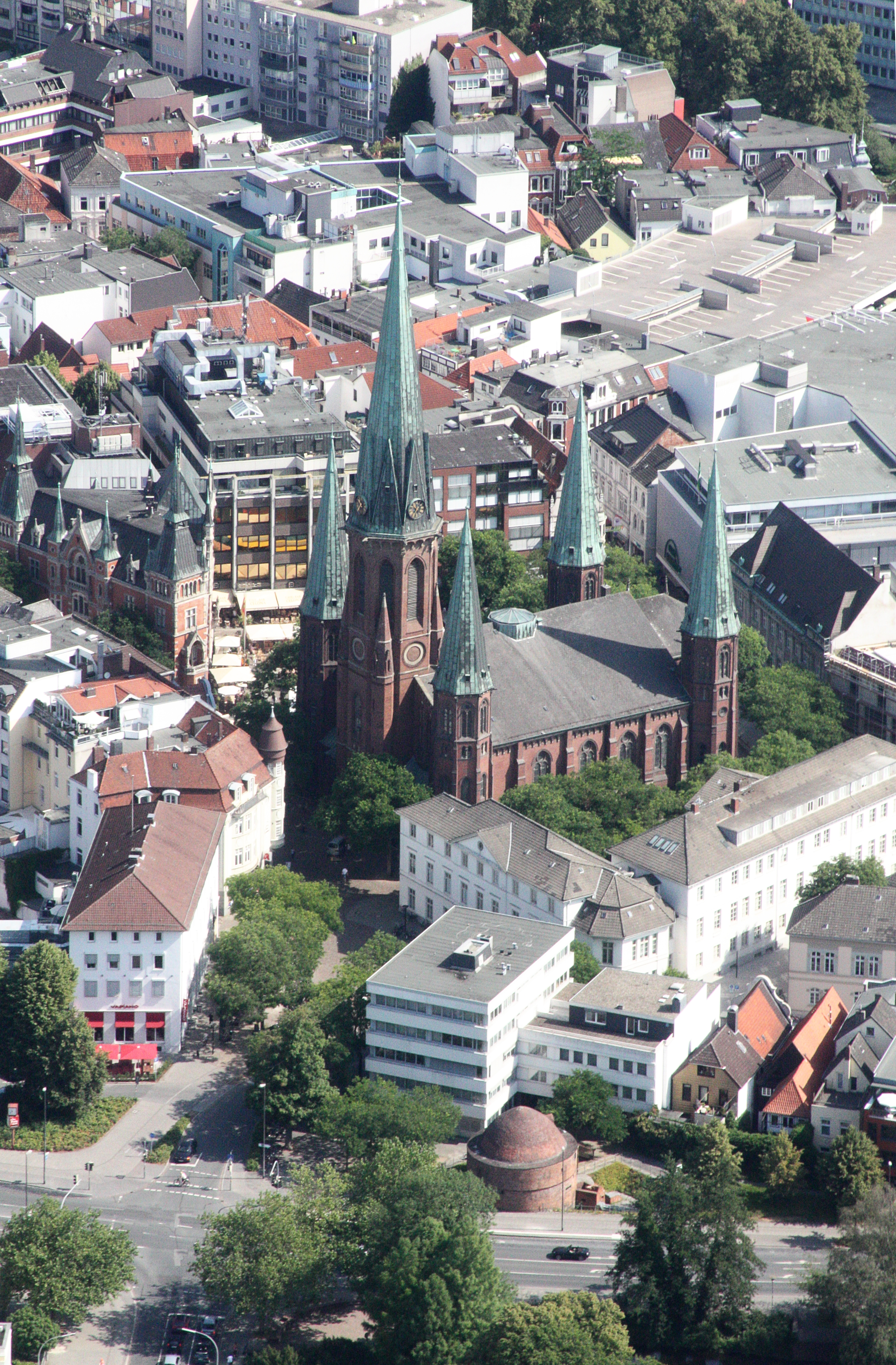
De Lambertikerk[6] (luchtfoto)
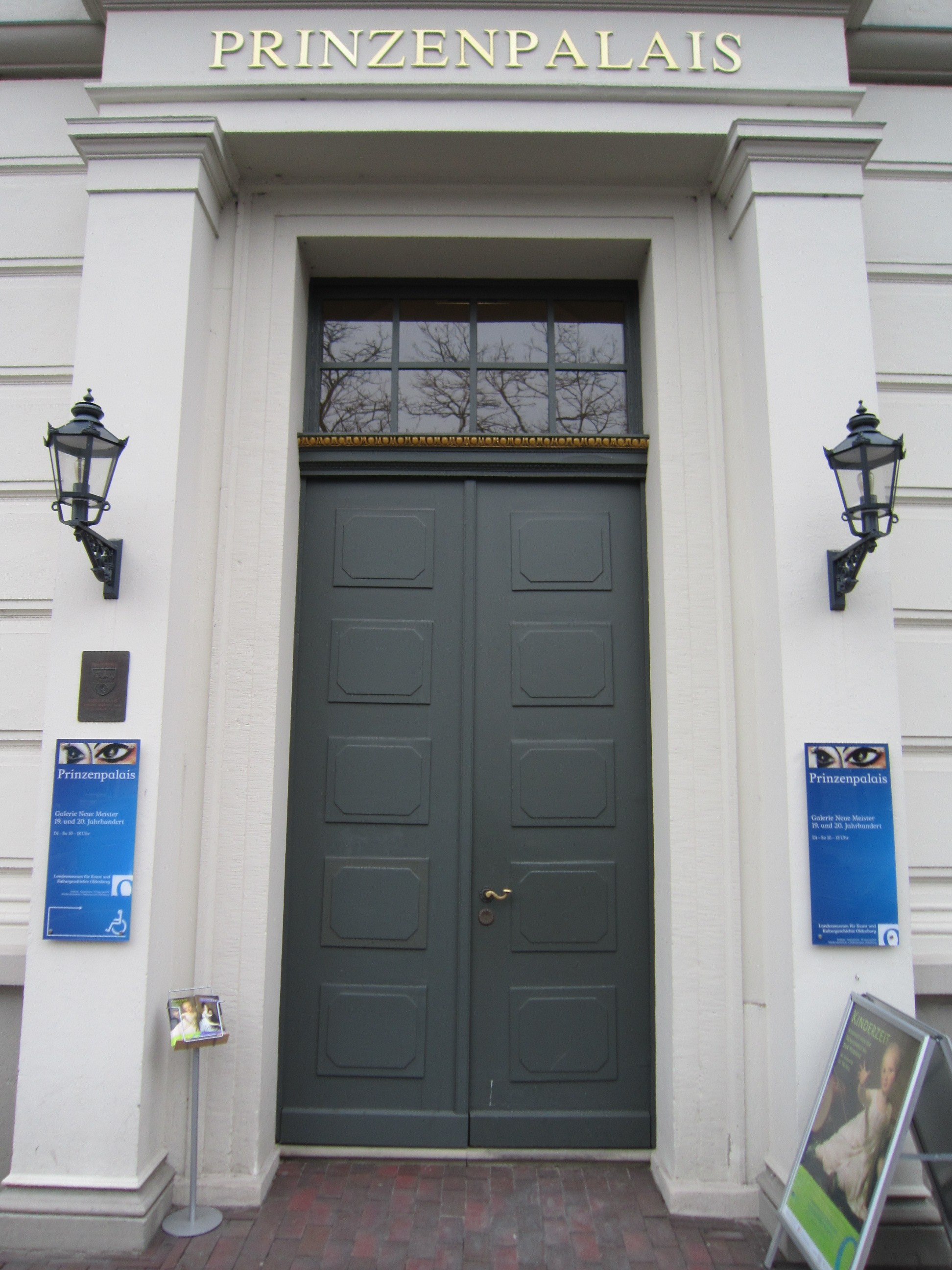
Ingang van het laat 18e-eeuwse Prinzenpalais, nu museum
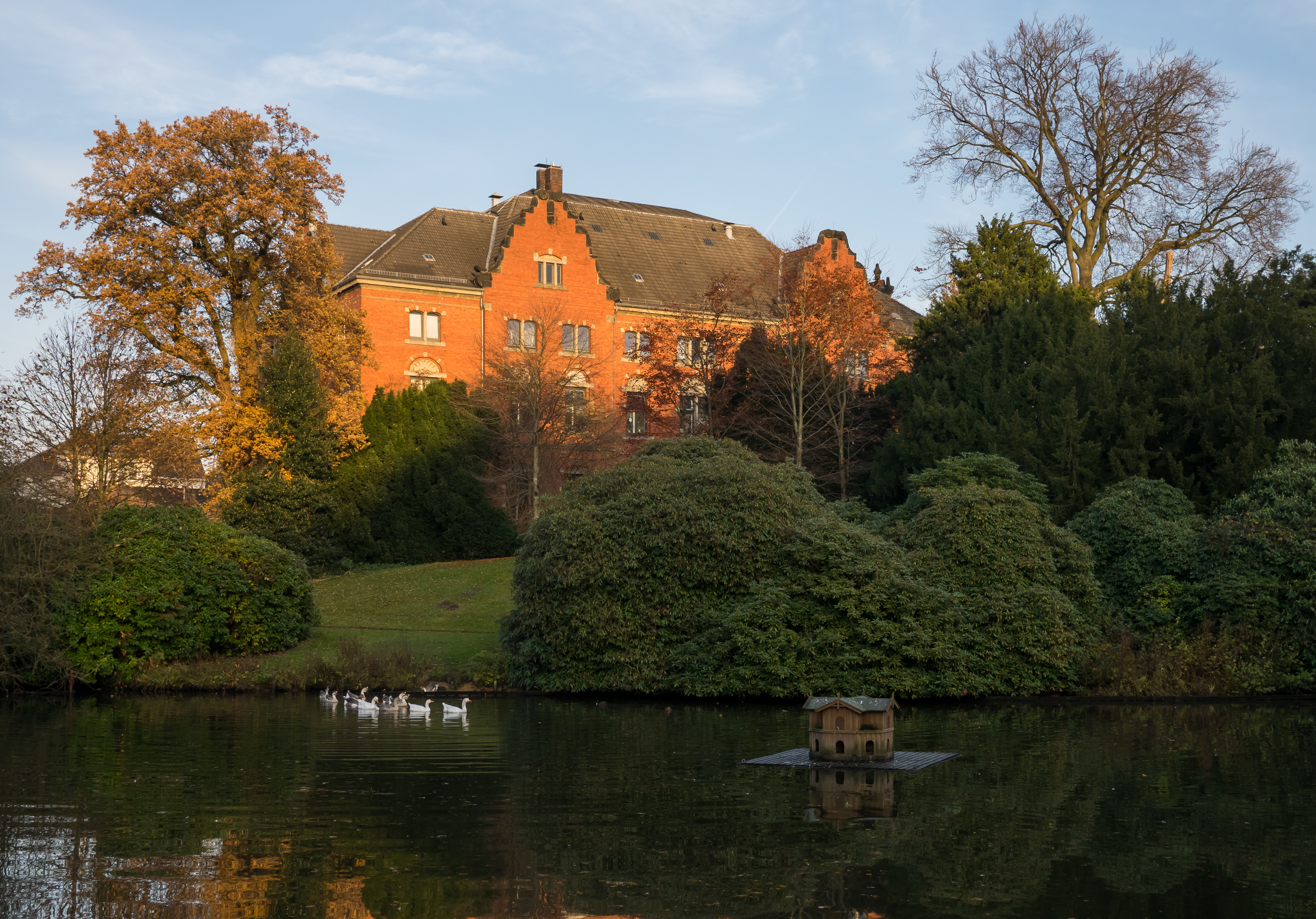
Het Elisabeth-Anna-paleis, nu gerechtsgebouw
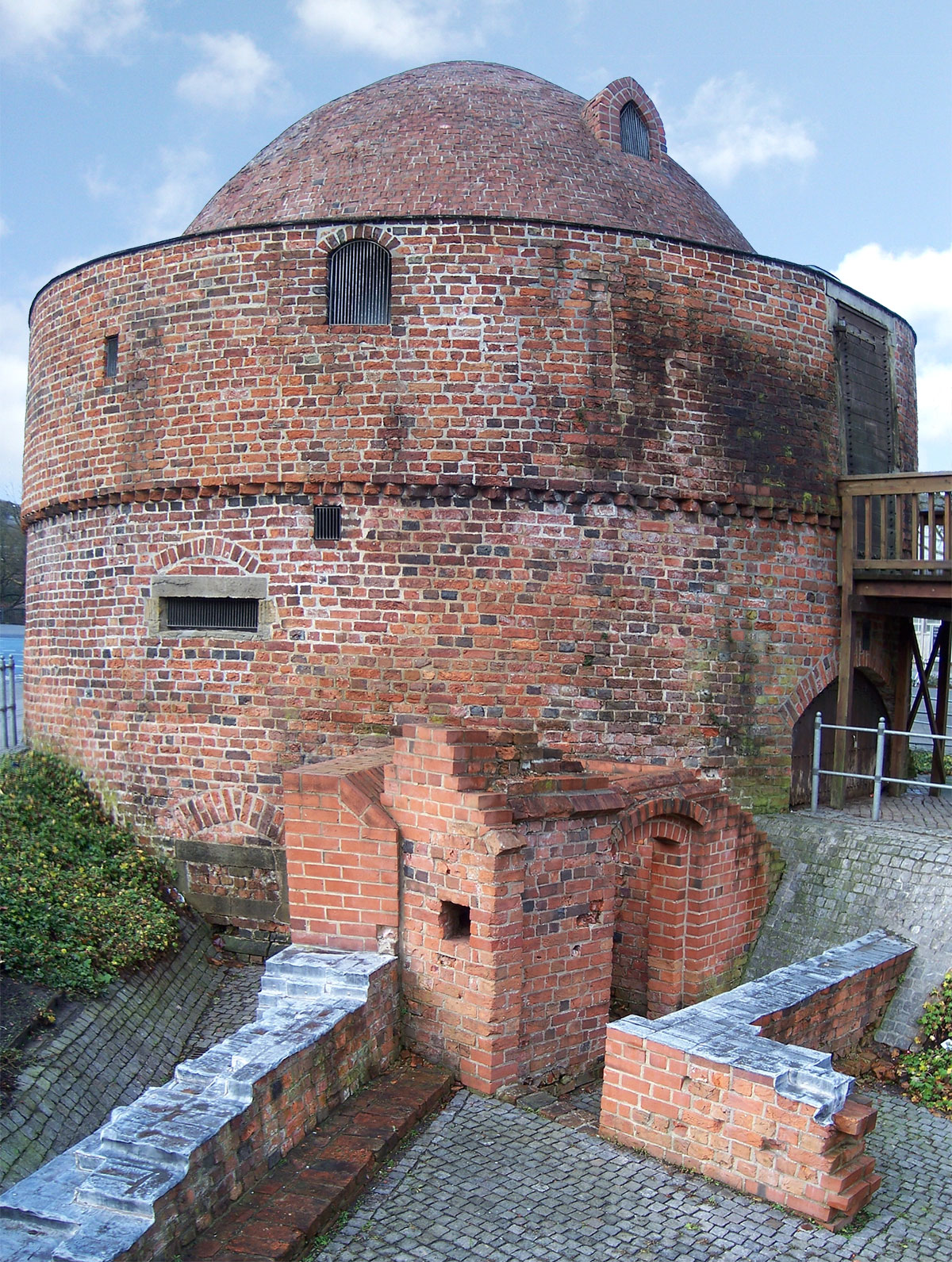
De Kruittoren (Pulverturm)